# Elaphoglossum raywaense
Elaphoglossum raywaense är en träjonväxtart som först beskrevs av Jenm., och fick sitt nu gällande namn av Arthur Hugh Garfit Alston. Elaphoglossum raywaense ingår i släktet Elaphoglossum och familjen Dryopteridaceae. Inga underarter finns listade.